# Marko Tomas
Marko Tomas (Koprivnica, 3 gennaio 1985) è un ex cestista croato.
Alto 201 cm, gioca come guardia.

## Carriera
Con la Croazia ha disputato i Giochi olimpici di Pechino 2008, i Campionati mondiali del 2010 e cinque edizioni dei Campionati europei (2005, 2007, 2011, 2015, 2017).

## Statistiche

### Eurolega
| Anno      | Squadra         | PG | PT | MP   | TC%  | 3P%  | TL%  | RP  | AP  | PRP | SP  | PP   |
| --------- | --------------- | -- | -- | ---- | ---- | ---- | ---- | --- | --- | --- | --- | ---- |
| 2005-2006 | Real Madrid     | 15 | 6  | 23,4 | 41,3 | 41,0 | 83,3 | 2,1 | 1,8 | 0,9 | 0,0 | 6,5  |
| 2008-2009 | Real Madrid     | 17 | 3  | 13,4 | 43,9 | 31,2 | 84,6 | 1,7 | 0,6 | 0,6 | 0,1 | 5,3  |
| 2009-2010 | Cibona Zagabria | 16 | 16 | 34,2 | 38,9 | 33,3 | 80,9 | 3,1 | 1,9 | 1,1 | 0,2 | 16,4 |
| 2010-2011 | Fenerbahçe      | 15 | 14 | 22,7 | 40,2 | 41,8 | 67,6 | 3,1 | 1,3 | 0,7 | 0,0 | 8,5  |
| 2011-2012 | Fenerbahçe      | 6  | 3  | 16,5 | 28,0 | 28,6 | 75,0 | 1,7 | 0,3 | 0,8 | 0,0 | 3,5  |
| 2012-2013 | Cedevita Junior | 4  | 0  | 15,7 | 25,0 | 22,2 | 77,8 | 2,0 | 0,2 | 0,2 | 0,0 | 4,2  |
| 2014-2015 | Cedevita Junior | 1  | 0  | 25,3 | 22,2 | 20,0 | -    | 4,0 | 0,0 | 1,0 | 0,0 | 5,0  |
| Carriera  | Carriera        | 74 | 42 | 22,3 | 38,9 | 35,0 | 79,0 | 2,4 | 1,2 | 0,8 | 0,1 | 8,4  |

## Palmarès

### Club

#### Competizioni nazionali
- Campionato spagnolo: 1

Real Madrid: 2006-07
- Campionato croato: 4

Cibona Zagabria: 2009-10
Cedevita Zagabria: 2013-14, 2014-15, 2016-17
- Campionato turco: 1

Fenerbahçe Ülker: 2010-11
- Campionato bosniaco: 1

Igokea: 2019-2020
- Coppa di Turchia: 1

Fenerbahçe Ülker: 2010-11
- Coppa di Croazia: 3

Cedevita Zagabria: 2014, 2015, 2017

#### Competizioni internazionali
- ULEB Cup: 1

Real Madrid: 2006-07